# Igreja de São Victor

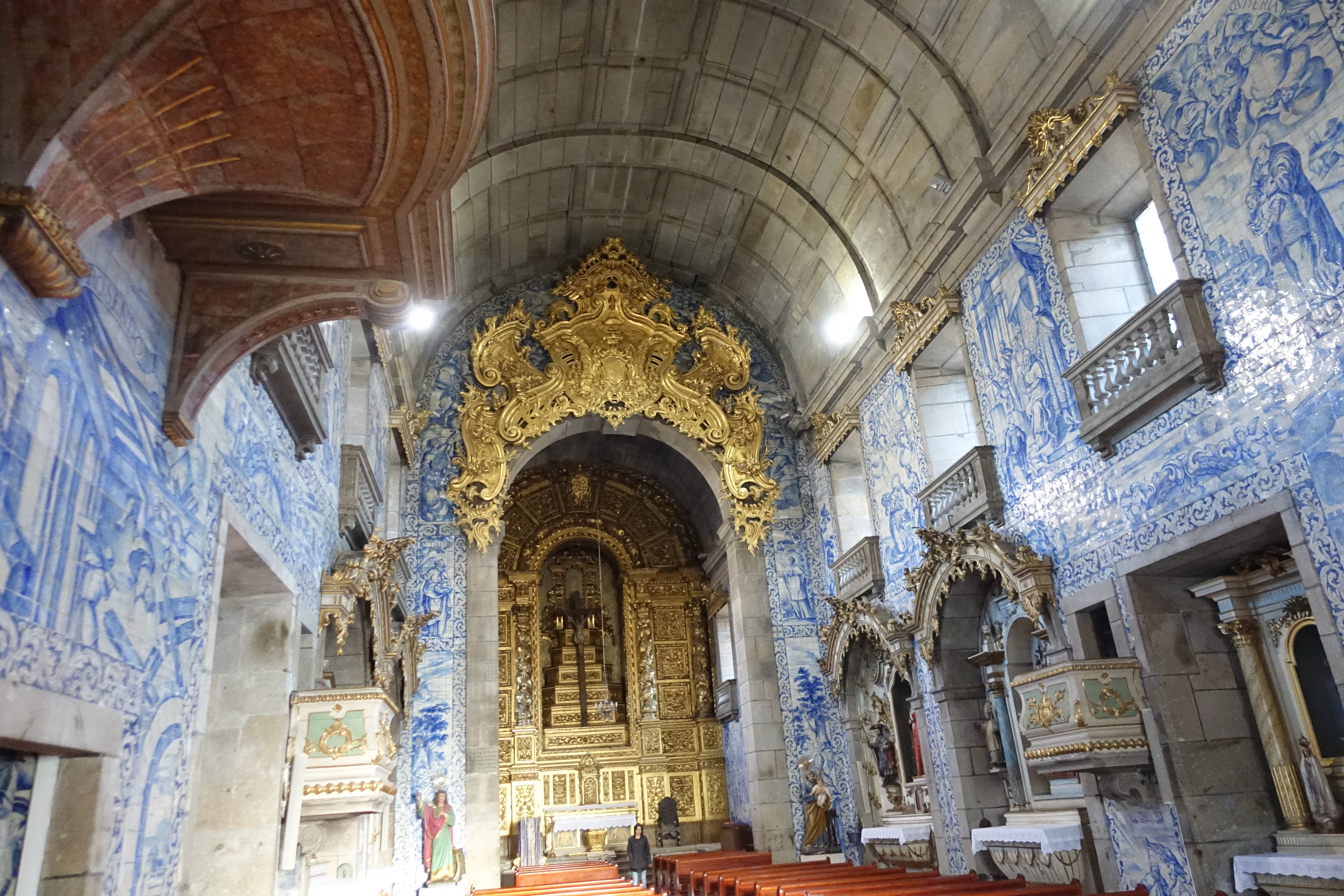
Igreja de São Vitor: interior revestido a azulejos.

A Igreja de São Victor localiza-se na freguesia de São Victor (Braga), na cidade e município de Braga, distrito do mesmo nome, em Portugal.
Esta deve a sua invocação ao santo conhecido por São Victor de Braga (a quem é também dedicada a capela de S. Vítor-o-Velho, na mesma freguesia).

## História
Foi erguida sobre os restos de um templo anterior, por iniciativa do então arcebispo de Braga, D. Luís de Sousa (1677–1690), com projeto do engenheiro francês Miguel de l'Ècole.
A data da sua construção é 1686, conforme se lê numa das lápides da fachada. A igreja foi sagrada pelo arcebispo D. João de Sousa (1696–1703) em 19 de março de 1698.
Encontra-se classificada como Imóvel de Interesse Público pelo decreto-lei 129/77, de 29 de setembro de 1977.

## Características
O templo apresenta "estilo chão", austero e sóbrio.
O brasão de armas de D. Luís de Sousa figura ao centro do frontão triangular da fachada. Ainda na fachada, em nichos, encontram-se as estátuas de dois arcebispos. Como não existe qualquer inscrição sobre quem está representado, os estudiosos acreditam que poderão ser São Bento e Santo Antão ou duas representações de São Geraldo.
O interior da igreja é profundamente decorado com azulejos que são atribuídos ao artista espanhol Gabriel del Barco y Minusca.